# 新美濃橋
新美濃橋（しんみのばし）は、岐阜県美濃市の長良川にかかる岐阜県道81号美濃洞戸線の桁橋である。
美濃橋の老朽化により、上流約300mに架橋された。

## 概要
- 供用開始：1956年（昭和31年）
- 橋長： 204.0 m
- 幅員： 6.0 m
- 橋梁形式：鋼I桁・RC桁
- 所在地：岐阜県美濃市曽代 - 美濃市前野

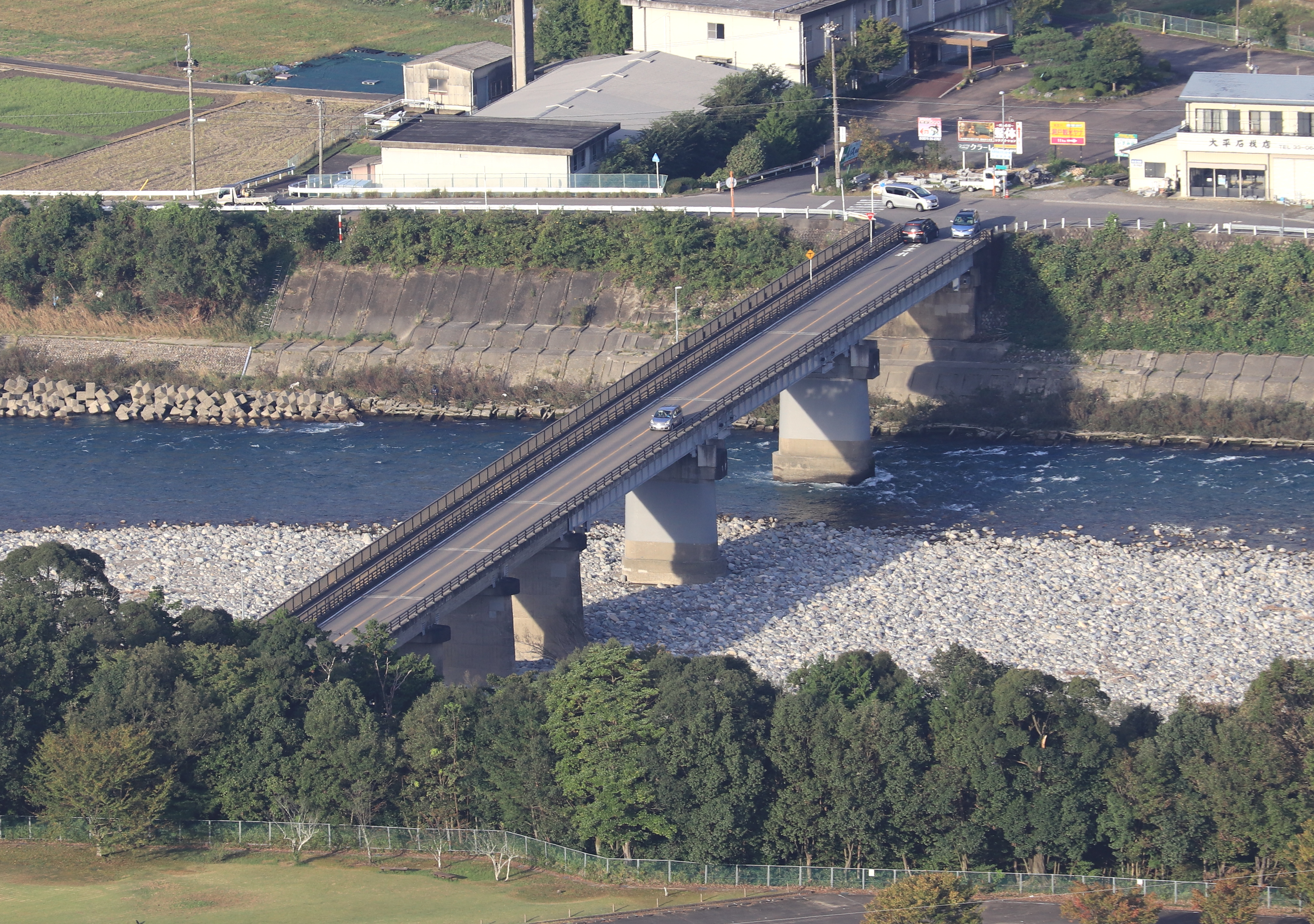
古城山から望む新美濃橋、片側1車線の車道と、下流側に歩道
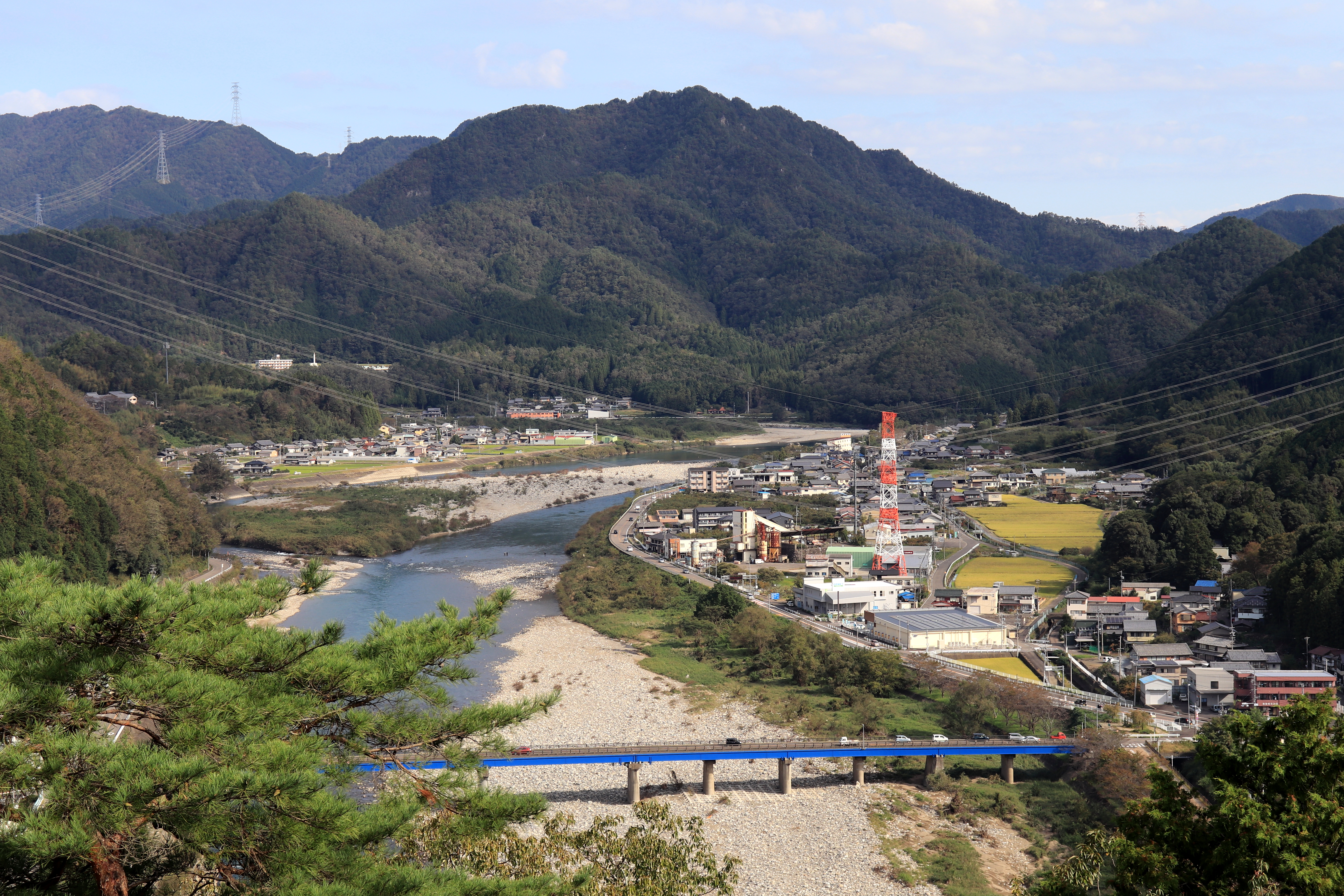
小倉山城跡の展望台から望む新美濃橋とその周辺